# Ostatnia Wieczerza (obraz Jacopa Tintoretta)
Ostatnia Wieczerza (wł. Ultima Cena) – obraz włoskiego malarza Jacopa Tintoretta, namalowany w latach 1592–1594.
Obraz został zamówiony dla kościoła San Giorgio Maggiore w Wenecji, gdzie znajduje się nadal. Na obrazie umieszczone jest kunsztowne splątanie ludzkich postaci, charakterystyczne dla późniejszej epoki, manieryzmu. 
Dzieło cechuje nowatorska, nigdy wcześniej niestosowana kompozycja  – konstrukcja głębokiej przestrzeni obrazu z punktem przesuniętym ze środka) Układ postaci dodatkowo podkreśla przestrzeń. Dzieło charakteryzuje także ornamentalne komponowanie rytmów płaszczyzny oraz mistyczne, typowe dla Tintoretta traktowanie światła.
Obraz przedstawia motyw ostatniej wieczerzy. W centrum widoczny jest skośnie ustawiony stół, a przy nim apostołowie i Chrystus (stojący przy stole, z aureolą), który rozdaje komunię. Dokoła stołu biega służba, a z góry zlatują się aniołowie, całość oświetla lampa oliwna w lewym górnym rogu obrazu.